# Илиријска академија
Илиријска академија  је образовна институција у Сплиту. Основана је 1703. године. Ово је једна од првих књижевних академија у Европи. Глагољашка.